# Flashdance
Flashdance je američki glazbeni dramski film iz 1983. godine, redatelja Adriana Lynea. Prvi je zajednički projekt producenata Jerryja Bruckheimera i Dona Simpsona. Premda nije mjuzikl u klasičnom smislu riječi, film je kojim dominira glazba i u kojem su pjesme u obliku videospotova, što je imalo utjecaja na mnoge filmove 1980-ih, primjerice na Top Gun. Flashdance je, unatoč lošim recenzijama filmskih kritičara, postao komercijalno uspješan te je u SAD-u zaradio preko 90 milijuna USD. Album s glazbom iz filma požeo je veliki uspjeh i prodao se u preko 20 milijuna primjeraka te je iznjedrio dva synthpop hita, "Maniac" Michaela Sembella i "Flashdance... What a Feeling" Irene Cara; potonja je pjesma nagrađena Oscarom za najbolju originalnu pjesmu za 1983. godinu.

## Radnja
Osamnaestogodišnja Alex Owens (Jennifer Beals) danju radi kao zavarivač u pittsburškoj čeličani, a navečer nastupa kao plesačica u "Mawby's baru". Alex živi sama sa psom pit bullom. Želja joj je upisati se u prestižnu plesnu školu (izmišljeni Pittsburški konzervatorij plesa i repertoara) unatoč nedostatku formalnog plesnog obrazovanja. Tijekom jednog svog plesnog nastupa privuče pažnju svoga šefa u čeličani Nicka Hurleyja (Michael Nouri). Najbolja joj je prijateljica Jeanie Szabo (Sunny Johnson), konobarica u "Mawby'su" koja želi postati profesionalna klizačica, a njezin je dečko Richie Blazik (Kyle T. Heffner), kuhar i potajno stand-up komičar. Johnny C. (Lee Ving), vlasnik noćnog striptiz kluba "Zanzibar", posjeti "Mawby's" i ponudi Alex i Jeanie posao u svojem klubu.
Prilikom posjeta Konzervatoriju, Alex se pokoleba jer u obrascu molbe za prijem na Konzervatorij postoji rubrika "plesno obrazovanje", što njoj nedostaje. Ohrabruje je njezina učiteljica plesa i mentorica, umirovljena balerina Hanna Long (Lilia Skala).
Jeanie se natječe za show na ledu i dvaput padne te odustane od snova o klizačkoj karijeri i postane plesačica-striptizeta u "Zanzibaru". Alex ode po nju i izvede je iz kluba, suočivši se s gazdom Johnnyjem C.-om.
Alex i Nick postanu ljubavnici, no ona sazna za njegovu bivšu suprugu Katie (Belinda Bauer) te s njom ima sukob u restoranu. Naljuti se na Nicka kad sazna da joj je uspio osigurati audiciju u Konzervatoriju, jer ona želi uspjeti sama. Nick joj prebaci da ga koristi kao izgovor jer se boji pokušati. Večer prije audicije Alex sazna da je Hanna umrla i odluči ipak otići na audiciju.
Alex se posklizne na početku svojeg plesa na audiciji (na pjesmu "What a Feeling"), no ustane se i počne ponovo. Svojim plesom očara komisiju. U završnoj sceni, Alex sretna istrči iz zgrade Konzervatorija i baci se u zagrljaj Nicku.

## Uloge
- Jennifer Beals - Alex Owens
- Michael Nouri - Nick Hurley
- Lilia Skala - Hanna Long
- Sunny Johnson - Jeanie Szabo
- Lee Ving - Johnny C.
- Kyle T. Heffner - Richie
- Ron Karabatsos - Jake Mawby
- Belinda Bauer - Katie Hurley
- Malcolm Danare - Cecil
- Phil Bruns - Frank Szabo
- Micole Mercurio - Rosemary Szabo
- Lucy Lee Flippin - tajnica
- Don Brockett - Pete
- Cynthia Rhodes - Tina Tech
- Durga McBroom - Heels
- Stacey Pickren - Margo
- Liz Sagal - Sunny
- Marine Jahan - plesna dvojnica Jennifer Beals

## Glazba
Album s glazbom iz filma izašao je 15. travnja 1983. godine. Postao je izuzetno uspješan, s preko 6 milijuna prodanih primjeraka u SAD-u i milijun u Japanu te je nekoliko puta dostigao platinastu nakladu, a osvojio je i nagradu Grammy za najbolji album filmske glazbe. U Japanu je Flashdance bio na prvom mjestu ljestvice albuma ukupno 11 tjedana.
"Flashdance... What a Feeling" izvela je američka pjevačica i glumica Irene Cara, koja je također pjevala naslovnu pjesmu filma Slava iz 1980., u kojem je glumila naslovnu ulogu. Cara je, zajedno s Keithom Forseyem, napisala stihove za pjesmu, dok je glazbu skladao popularni talijanski synthpop izvođač i producent Giorgio Moroder. Pjesma je osvojila Oscara za najbolju originalnu pjesmu, Zlatni globus i brojne druge nagrade, a u svibnju 1983. dospjela je na prvo mjesto Billboard Hot 100 ljestvice singlova. Unatoč naslovu pjesme, riječ "Flashdance" ne spominje se u stihovima. Pjesma se u filmu pojavljuje u uvodnoj špici te pri kraju filma.
Pjesma "Maniac" također je nomirana za Oscara za najbolju originalnu pjesmu, no otpala je iz utrke kada je objavljeno da nije napisana za film, već prije. Autori su joj Michael Sembello (koji je i izvodi) te Dennis Matkosky, koji ju je napisao inspiriran hororom Manijak. I ova je pjesma dosegla broj 1 na Billboardovoj ljestvici, i to u rujnu 1983.
Premda se pojavljuje u filmu, na albumu nema hita "Gloria" Laure Branigan.

### Popis skladbi s albuma
| 1.    | »Flashdance... What a Feeling«     | Giorgio Moroder, Keith Forsey, Irene Cara                   | Irene Cara       | 3:53 |
| 2.    | »He's a Dream«                     | Shandi Sinnamon, Ronald Magness                             | Shandi Sinnamon  | 3:28 |
| 3.    | »Love Theme from Flashdance«       | Moroder                                                     | Helen St. John   | 3:27 |
| 4.    | »Manhunt«                          | Doug Cotler, Richard Gilbert                                | Karen Kamon      | 2:36 |
| 5.    | »Lady, Lady, Lady«                 | Moroder, Forsey                                             | Joe Esposito     | 4:09 |
| 6.    | »Imagination«                      | Michael Boddicker, Jerry Hey, Phil Ramone, Michael Sembello | Laura Branigan   | 3:35 |
| 7.    | »Romeo«                            | Pete Bellotte, Sylvester Levay                              | Donna Summer     | 3:13 |
| 8.    | »Seduce Me Tonight«                | Moroder, Forsey                                             | Cycle V          | 3:31 |
| 9.    | »I'll Be Here Where the Heart Is"« | Kim Carnes, Duane Hitchings, Craig Krampf                   | Kim Carnes       | 4:36 |
| 10.   | »Maniac«                           | Sembello, Dennis Matkosky                                   | Michael Sembello | 4:04 |
| 36:52 |                                    |                                                             |                  |      |

## Produkcija
Flashdance je zasnovan na stvarnoj osobi, Kanađanki Maureen Marder iz Toronta. Adrian Lyne, čije se iskustvo sastojalo većinom od režiranja TV reklama, nije bio prvi ni drugi izbor za redatelja, no dobio je posao nakon što su projekt odbili David Cronenberg i Brian De Palma (koji se prihvatio režije Lica s ožiljkom i požnjeo veliki uspjeh). Paramount Pictures je čak prodao 25% prava na film prije njegova izlaska, jer su se bojali mogućih financijskih gubitaka. Ulogu Alex Owens odbila je Melanie Griffith, nakon čega se lista svela na tri imena: Jennifer Beals, Leslie Wing i tada malo poznatu Demi Moore. Beals je na koncu izabrana za ulogu.
Flashdance se pamti i po majici sa širokim otvorom za vrat, koju Jennifer Beals nosi na filmskom posteru. Beals je izjavila da je taj otvor sama izrezala nakon što se majica skupila u pranju. Za ulogu Nicka Hurleyja spominjali su se Gene Simmons, Pierce Brosnan, Robert De Niro, Richard Gere, Mel Gibson, Tom Hanks, John Travolta i Kevin Costner. Ulogu je dobio manje poznati Michael Nouri, koji je većinom nastupao u TV serijama.
Kao dvojnica Beals, mnoge scene plesa snimila je francuska glumica Marine Jahan, dok je scenu breakdancea pri kraju filma snimio plesač "Crazy Legs". Stoga je Lyne morao uložiti veliki trud kod snimanja, osvjetljenja i montaže da se plesni dvojnici ne primijete.
Većina se filma snimala na lokacijama u Pittsburgu. Tako se klizalište na kojem se Jeanie natječe nalazi u robnom centru Monroeville Mall, u kojem je 1978. sniman i kultni horor Zora živih mrtvaca Georgea A. Romera. Konzervatorij iz filma nalazi se u Carnegie muzeju u Pittsburgu.
Flashdance je bio prvi veći uspjeh za brojne filmaše koji su kasnije obilježili Hollywood 1980-ih i 1990-ih. Prvi je film na kojem su surađivali producenti Don Simpson i Jerry Bruckheimer, koji su kasnije potpisali hitove Policajac s Beverly Hillsa i Top Gun. Joe Eszterhas je postao jedan od naplaćenijih holivudskih autora scenarijem Sirovih strasti (1992.), dok je Adrian Lyne režirao 9 1/2 tjedana (1986.), Fatalnu privlačnost (1987.), Nemoralnu ponudu (1993.), Lolitu (1997.) i Nevjernu (2002.)
Premda se razgovaralo o nastavku filma te o brodvejskom mjuziklu s novim pjesmama Giorgia Morodera, do realizacije nije došlo. Ipak, 2008. je u engleskom gradu Plymouthu održana premijera mjuzikla Flashdance The Musical. Film i mjuzikl razlikuju se u dosta detalja, predstava sadrži dosta nove glazbe, no najpopularnije pjesme iz filma i dalje su dio priče.

## Kritika
Flashdance je dobio većinom negativne recenzije filmskih kritičara. Roger Ebert ga je čak uvrstio na svoju listu Najomraženijih filmova. Napisao je da je "Jennifer Beals talentirana, samo da mora pronaći agenta s talentom za odbijanje loših scenarija" i film nazvao lošom kopijom Groznice subotnje večeri. The Guardian je komercijalni uspjeh filma nazvao "skandaloznim", Leslie Halliwell mu je dao ocjenu 1 od 4, a The New Yorker ga je nazvao "kompilacijom video spotova". Spočitava mu se loš i plitak scenarij (koji je čak nominiran za Zlatnu malinu za najgori scenarij) te napadna montaža, puna kratkih rezova. Neke od spominjanih manjkavosti scenarija bile su činjenica da 18-godišnja djevojka radi kao zavarivač u čeličani te neuvjerljivost kemije između Alex i dvostruko starijeg Nicka.
Premda su neki uspoređivali Flashdance s Groznicom subotnje večeri, "samo sa ženskim Tonyjem", filmovi i nisu toliko slični: Groznica se bavi socijalnom tematikom i svakodnevnim životom niže srednje klase, dok je Flashdance više bajkovit i podsjeća na modernu priču o Pepeljugi.

## Flashdanceu popularnoj kulturi
Flashdance nije mjuzikl u tradicionalnom smislu jer likovi ne pjevaju. Umjesto toga, pjesme se pojavljuju u formi spotova (npr. "Maniac"). Sigurno je da veliki dio komercijalnog uspjeha film duguje popularnosti MTV-ja, koji se pojavio 1981. godine i uskoro stekao veliku gledanost. Scene iz filma tako su se mogle, zbog specifične strukture, prikazivati kao zasebni spotovi, što je pokrenulo trend te je skoro svaki filmski blockbuster kao dio promocije imao i prateći spot naslovne pjesme iz filma ("Take My Breath Away" iz Top Guna, "Don't You (Forget About Me)" iz Breakfast Cluba, "Footloose" iz istoimenog filma itd.)
Mnogi su izvođači, među njima i Jennifer Lopez u "I'm Glad", koristili ikonografiju iz filma u svojim spotovima. Spot Geri Halliwell za pjesmu "It's Raining Men" iz filma Dnevnik Bridget Jones počinje obradom završne scene plesa iz Flashdancea. Također su mnogi koristili poznatu scenu "s vodom i stolicom".

## DVD izdanje
Flashdance je izašao na DVD-u u listopadu 2002. godine.

## Vanjske poveznice
- Flashdance u internetskoj bazi filmova IMDb-a
- Flashdance na filmski.net  Arhivirana inačica izvorne stranice od 6. srpnja 2008. (Wayback Machine)